# Bosnaquelle

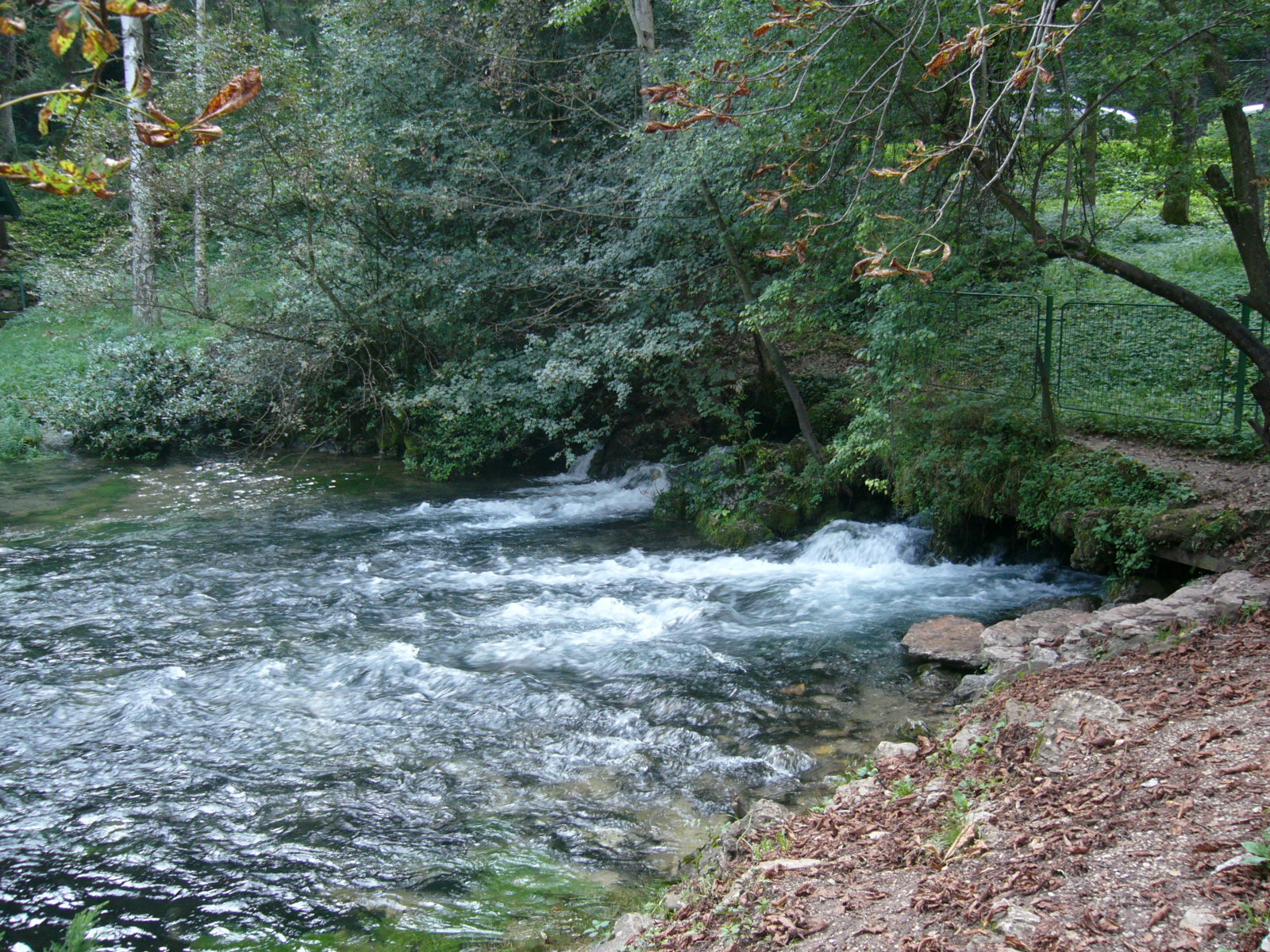
Bosnaquelle

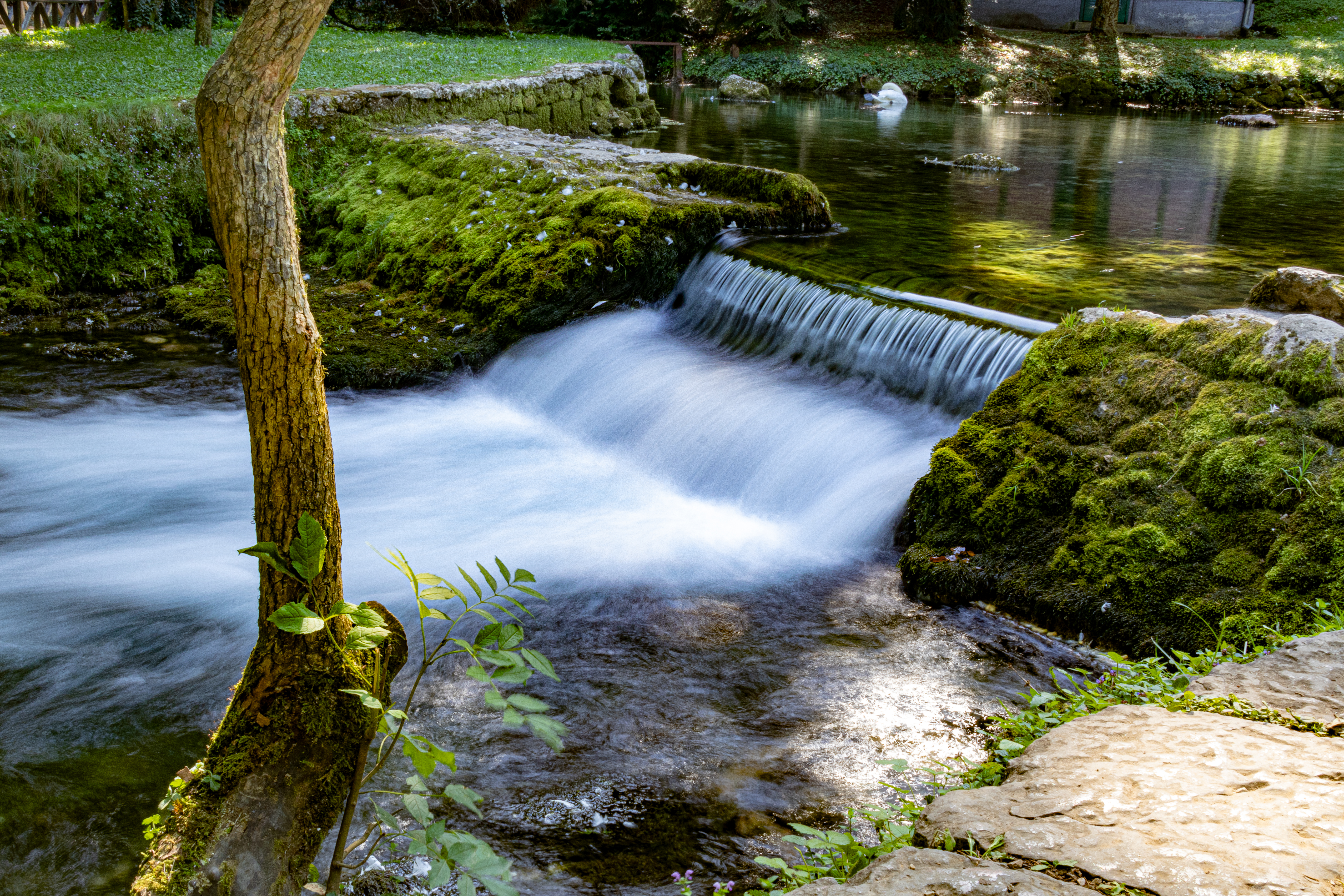
Ein Wasserfall in „Vrelo Bosne“

Die Bosnaquelle (serbokroatisch Врело Босне Vrelo Bosne [ʋrê.lo bôs.neː]) ist die in einen öffentlichen Park eingebettete Karstquelle der Bosna in Bosnien und Herzegowina. Quelle und Park liegen in der Gemeinde Ilidža im bosnischen Kanton Sarajevo, etwa 15 Kilometer westlich des Stadtzentrums von Sarajevo.

## Geschichte
Die Bosnaquelle ist eine der bedeutendsten Natursehenswürdigkeiten Bosniens und ein wichtiger Erholungsraum für die Bevölkerung Sarajevos. Rund 60.000 Besucher verzeichnet der Park jedes Jahr.
Nahe der Quelle befindet sich die zwischen 1530 und 1550 errichtete Römische Brücke in Ilidža. Die heutige osmanische Brücke wurde auf den Resten einer ehemaligen römischen Brücke errichtet, die die Siedlung Aquae Sulphurae angebunden hat.
Während des Bosnienkrieges wurde ein Großteil der Bäume im Park als Brennholz für die Bevölkerung genutzt. Im Jahr 2000 wurde der Park in den ursprünglichen Zustand zurückversetzt. Die Bosnaquelle und der umliegende Park wurden 2006 zum Naturdenkmal erklärt.
Das Wasser der Bosnaquelle ist trinkbar, wird jedoch nicht empfohlen.
Der Park kann zu Fuß oder per Rad besichtigt werden. Entlang des Hauptweges (Velika aleja) kann man sich auch per Pferdekutsche transportieren lassen. Die Platanenallee wurde im Jahr 1880 von der österreich-ungarischen Verwaltung angelegt.
Im Park gibt es zwei Cafés und Restaurants sowie einen Spielplatz.